# 私立輝女学園
私立輝女学園（しりつかがやきじょがくえん）は、スターダストプロモーション芸能3部（2017年に制作3部へと部署名変更）に所属するタレントによる女性グループである。2014年4月に結成され、2020年1月に活動を終了した。

## 概要
芸能事務所スターダストプロモーションがケーブルテレビ会社J:COMと提携を結び、スターダストプロモーションに所属する芸能3部（制作3部）より選ばれた女性メンバーが一流の俳優を目指して学び、成長していくグループとして結成された。
私立輝女学園の活動の様子はJ:COMのレギュラー番組で放送されていた。
私立輝女学園の第1期生メンバーから6名（石黒詩苑・白川怜奈・高橋咲樹・辻野かなみ・芽奈・渡邊璃音）が選抜されて私立輝女学園 音楽部が結成された。私立輝女学園 音楽部としてシングルを2枚発売した。
私立輝女学園の第2期生メンバーから5名（辻野かなみ（宣伝部長）・小泉遥香・坂井仁香・吉川ひより・永坂真心）が選抜されてときめき♡宣伝部（現 超ときめき♡宣伝部）が結成された。
私立輝女学園の第4期生で結成されたユニットKAGAJO☆7（カガジョセブン、☆は発音しない）には後に超ときめき♡宣伝部に加入することになる菅田愛貴が所属していた。杏ジュリア以外の超ときめき♡宣伝部メンバーは私立輝女学園にかつて所属していたことになる。
杏ジュリアを除く超ときめき♡宣伝部メンバー以外にも日比野芽奈（ラフ×ラフ）（所属時は「芽奈」名義）、奥森皐月などが所属していた。

## 略歴
（※ 私立輝女学園卒業後のときめき♡宣伝部（超ときめき♡宣伝部）については「超ときめき♡宣伝部」のページを参照。）
2014年4月に「小学4年生から中学3年生のメンバー10名が、一流の俳優を目指し、実践的な演技レッスンを通して、俳優の基礎を学ぶ。また、演技レッスンだけではなく、撮影現場の裏方スタッフの体験や脚本も作成。俳優として、人として"輝く女性"に成長していく過程を1年を通して紹介していく。」として結成された。
2014年4月、番組『私立輝女学園〜KAGAJO.COM』がJ:COMチャンネル神奈川にて放送開始。教師は瀧口友里奈、生徒10名（石黒詩苑・坂井仁香・櫻愛里紗・鮫島彩華・白川怜奈・高橋咲樹・辻野かなみ・本庄風月・芽奈・渡邊璃音）でスタート。
2014年7月に「私立輝女学園 音楽部」が創部され、石黒・白川・高橋・辻野・芽奈・渡邊の6名が入部した。オリジナル楽曲は「輝Together」、「輝女体操第一」。9月28日の藤沢市民まつりがお披露目のステージとなった。
2014年7月、佐野愛夏が入学。
2014年8月、生放送番組『放課後生放送!!私立輝女学園』が放送開始。
2014年9月6日・7日、少女劇団いとをかし 第1回公演「その日の教室では」に輝女学園メンバーから佐野を除く10名が出演した。
2014年9月6日、私立輝女学園 音楽部のCDシングル『輝Together』、『輝女体操第一』リリース日。2014年9月6日・7日に開催された少女劇団いとをかし 第1回公演「その日の教室では」の会場にてCDシングル『輝Together』、『輝女体操第一』が発売された。
2014年9月10日、私立輝女学園 音楽部のCDシングル『輝Together』、『輝女体操第一』が関東6店舗のHMVで限定リリースされた。
2014年10月、永坂真心・小泉遥香が入学。
2015年1月31日・2月1日、少女劇団いとをかし 第2回公演「ともだちの数え方」に輝女学園メンバーから辻野・高橋・白川・小泉・坂井・櫻・鮫島・永坂の8名が出演した。
2015年3月29日、石黒・櫻・鮫島・本庄・芽奈・渡邊の6名が卒業。
2015年4月、美咲アリス・吉川ひより・青山愛依の3名が入学。第2期生は合計10名。
2015年4月11日、J:COMで『生放送!!私立輝女学園SEASON2』が放送開始。新しい部活としてスタートしたときめき♡宣伝部（宣伝部）が、生放送のオープニングで楽曲「土っキュン‼︎♡少女」を披露した。ときめき♡宣伝部のメンバーは辻野かなみ（宣伝部長）・小泉遥香・坂井仁香・吉川ひより・永坂真心の5名。輝女学園メンバー10名の中からオーディションによって選ばれた。
2015年6月24日、ときめき♡宣伝部が初のインディーズシングル『土っキュン♡!!少女』を発売した。オリコン週間シングルランキングにて13位を記録した。
2015年9月5日・6日、少女劇団いとをかし 第3回公演「シーパー」に輝女学園メンバーから佐野を除く9名が出演した。
2015年10月25日、ときめき♡宣伝部がインディーズ2ndシングル『季節外れのときめき♡サマー』を発売した。オリコン週間シングルランキングにて8位を記録した。
2015年12月27日、ときめき♡宣伝部の初のワンマンライブ「ときめき♡宣伝部 どきどき♡クリスマスパーティー Vol.1」が東京・原宿クエストホールにて開催された。ライブの中でメンバー全員がときめき♡宣伝部の活動について期間限定ではなくグループ活動を継続していく意思を表明した。
2016年2月13日・14日、少女劇団いとをかし 第4回公演「シーパー REMAKE」に輝女学園メンバーから佐野を除く9名が出演。
2016年3月19日、私立輝女学園の第2期生全員によるイベント「第二期生卒業制作発表会兼卒業式」がYokohama O-SITE にて行われ、私立輝女学園の第2期生10名全員が卒業した。なお、ときめき♡宣伝部は活動継続となった。
2016年4月、第3期生の6名（渡辺梨世・早川あひる・西田圭李・青木菜々香・神山凛・奥森皐月）が入学した。
2017年3月26日、第3期生の卒業式が開かれ第3期生が卒業した。
2017年6月、「KAGAJO☆7」（私立輝女学園 第4期生）が開始。メンバーは、青山愛依（元 第2期生）・渡辺梨世（元 第3期生）・早川あひる（元 第3期生）・星谷汐音・広井こころ・華野瑚子・菅田愛貴の7名。
2017年6月11日、秩父宮ラグビー場にて行われた「秩父宮みなとラグビーまつり2017 supported by SUNTORY」にてKAGAJO☆7がステージデビューを果たす。
2018年4月28日、KAGAJO☆7がシングル『Kick Off/キュンキュン〜恋のノーサイド〜』をリリースした。
2019年12月14日、KAGAJO☆7ラストライブを行い、2020年1月31日をもって活動を終了した。私立輝女学園第4期生でもあるKAGAJO☆7の活動終了に伴い私立輝女学園も活動終了となった。
2020年4月1日、KAGAJO☆7のメンバーであった菅田愛貴がときめき♡宣伝部から改名した超ときめき♡宣伝部に入部（加入）した。

## 生徒
| 出席番号 | 名前       | よみ              | 生年月日（年齢）       |
| -------- | ---------- | ----------------- | ---------------------- |
| 1番      | 石黒詩苑   | いしぐろ しおん   | 2003年9月17日（21歳）  |
| 2番      | 坂井仁香   | さかい ひとか     | 2001年7月25日（23歳）  |
| 3番      | 櫻愛里紗   | さくら ありさ     | 2001年12月19日（23歳） |
| 4番      | 鮫島彩華   | さめしま あやか   | 2002年1月3日（23歳）   |
| 5番      | 白川怜奈   | しらかわ れな     | 2000年9月18日（24歳）  |
| 6番      | 高橋咲樹   | たかはし さき     | 2000年3月31日（25歳）  |
| 7番      | 辻野かなみ | つじの かなみ     | 1999年6月2日（26歳）   |
| 8番      | 本庄風月   | ほんじょう ふづき | 2004年7月2日（20歳）   |
| 9番      | 芽奈       | めいな            | 2001年6月27日（23歳）  |
| 10番     | 渡邊璃音   | わたなべ りおん   | 2002年9月13日（22歳）  |
| 11番     | 佐野愛夏   | さの あいか       | 2000年7月15日（24歳）  |
| 12番     | 永坂真心   | ながさか まこ     | 2002年2月11日（23歳）  |
| 13番     | 小泉遥香   | こいずみ はるか   | 2001年1月5日（24歳）   |

部活
- 私立輝女学園 音楽部：石黒詩苑・白川怜奈・高橋咲樹・辻野かなみ・芽奈・渡邊璃音

| 出席番号 | 名前       | よみ            | 生年月日（年齢）      |
| -------- | ---------- | --------------- | --------------------- |
| 2番      | 坂井仁香   | さかい ひとか   | 2001年7月25日（23歳） |
| 5番      | 白川怜奈   | しらかわ れな   | 2000年9月18日（24歳） |
| 6番      | 高橋咲樹   | たかはし さき   | 2000年3月31日（25歳） |
| 7番      | 辻野かなみ | つじの かなみ   | 1999年6月2日（26歳）  |
| 11番     | 佐野愛夏   | さの あいか     | 2000年7月15日（24歳） |
| 12番     | 永坂真心   | ながさか まこ   | 2002年2月11日（23歳） |
| 13番     | 小泉遥香   | こいずみ はるか | 2001年1月5日（24歳）  |
| 14番     | 美咲アリス | みさき ありす   | 1998年9月17日（26歳） |
| 15番     | 吉川ひより | よしかわ ひより | 2001年8月12日（23歳） |
| 16番     | 青山愛依   | あおやま あい   | 2002年1月31日（23歳） |

部活
- ときめき♡宣伝部（私立輝女学園ときめき♡宣伝部）：辻野かなみ・坂井仁香・小泉遥香・吉川ひより・永坂真心

| 出席番号 | 名前       | よみ            | 生年月日（年齢）      |
| -------- | ---------- | --------------- | --------------------- |
| 17番     | 渡辺梨世   | わたなべ りんぜ | 2002年4月9日（23歳）  |
| 18番     | 早川あひる | はやかわ あひる | 2003年9月13日（21歳） |
| 19番     | 西田圭李   | にしだ けりい   | 2003年11月1日（21歳） |
| 20番     | 青木菜々香 | あおき ななか   | 2004年2月27日（21歳） |
| 21番     | 神山凛     | かみやま りん   | 2004年4月12日（21歳） |
| 22番     | 奥森皐月   | おくもり さつき | 2004年5月9日（21歳）  |

| 出席番号 | 名前       | よみ            | 生年月日（年齢）       |
| -------- | ---------- | --------------- | ---------------------- |
| 16番     | 青山愛依   | あおやま あい   | 2002年1月31日（23歳）  |
| 17番     | 渡辺梨世   | わたなべ りんぜ | 2002年4月9日（23歳）   |
| 18番     | 早川あひる | はやかわ あひる | 2003年9月13日（21歳）  |
| 23番     | 星谷汐音   | ほしや しおん   | 2003年8月1日（21歳）   |
| 24番     | 広井こころ | ひろい こころ   | 2003年9月4日（21歳）   |
| 25番     | 華野瑚子   | かの ここ       | 2004年9月27日（20歳）  |
| 26番     | 菅田愛貴   | すだ あき       | 2004年12月20日（20歳） |

ユニット
- KAGAJO☆7：青山愛依・渡辺梨世・早川あひる・星谷汐音・広井こころ・華野瑚子・菅田愛貴

## 番組

### 私立輝女学園〜KAGAJO.COM〜
2014年4月6日より2015年3月29日までJ:COMで毎週日曜日ほかで放送されていた私立輝女学園がレギュラー出演していた番組。

### 放課後生放送!!私立輝女学園
2014年8月6日から2015年3月25日までJ:COMで毎週水曜日に放送されていた番組。ジェイコム横浜馬車道スタジオからの生放送であった。
上記の『KAGAJO.COM』の教師役を務める瀧口友里奈が「放送部顧問」として担任（MC）を担当していた。またお笑いコンビ「響」の小林優介が副担任（サブMC）、発明家たいがー・りーが臨時講師を務めていた。
輝女学園メンバー（毎回3名出演）がライバル事務所や劇団に所属する女性タレントとあらゆる企画やゲームで対決する。S★スパイシーも本番組に登場しており、番組内での演劇対決で3連敗したために当時MCを担当していた『部活オーレ 夕やけJUMP!』を降板せざるを得なかったエピソードがある。

### 生放送!!私立輝女学園SEASON2
2015年4月11日から12月12日までJ:COMで毎週土曜日18:00から放送されていた私立輝女学園第2期生の番組。ジェイコム横浜馬車道スタジオなどからの生放送がされていた。生放送は2015年12月12日まで行われていた。
瀧口友里奈が私立輝女学園担任、お笑いコンビ「響」の小林優介と発明家たいがー・りーが私立輝女学園副担任を務めていた。
2015年4月11日、初回生放送の冒頭にて私立輝女学園第2期生の中から選抜されたときめき♡宣伝部（私立輝女学園ときめき♡宣伝部）による「土っキュン‼︎♡少女」が初披露された。

### 私立輝女学園SEASON2
2016年1月9日から3月26日までJ:COMで毎週土曜日17:00から放送されていた私立輝女学園第2期生の番組。私立輝女学園第2期生のイベント内容やときめき宣伝部としての活動や役者として出演していた少女劇団いとをかし公演などを放送していた。

### 輝☆ご当地大使!
2016年5月7日から12月17日までJ:COMで放送されていた私立輝女学園第3期生の番組。私立輝女学園がご当地の観光大使とともにその街の魅力を紹介する内容であった。

### 私立輝女学園  モノコト部
2017年1月5日 から4月16日までJ:COMで放送されていた私立輝女学園第3期生の番組。私立輝女学園が地域の「逸品」を学習しながら紹介する内容であり、ショートドラマもあった。

### FUN×FAN RUGBY with KAGAJO☆7
2017年8月1日から2020年1月31日までJ:COMで放送されていた私立輝女学園第4期生により結成されたユニット「KAGAJO☆7」の番組。2019年に日本で開かれるラグビーワールドカップ2019に向けてラグビーの魅力を紹介していく番組内容であった。番組タイトルは英語で楽しむ意味の｢FUN｣と、好きになる｢FAN｣を掛け合わせている。

## ディスコグラフィ

### 私立輝女学園 音楽部
（私立輝女学園 音楽部：石黒詩苑・白川怜奈・高橋咲樹・辻野かなみ・芽奈・渡邊璃音）

#### シングル
| #   | 発売日       | タイトル     | 形態   | 規格品番  | 収録曲                                                                            | 順位 | 備考   |
| SDR | SDR          | SDR          | SDR    | SDR       | SDR                                                                               | SDR  | SDR    |
| --- | ------------ | ------------ | ------ | --------- | --------------------------------------------------------------------------------- | ---- | ------ |
| 1   | 2014年9月6日 | 輝Together   | CD+DVD | SDMC-0165 | CD 1. 輝Together 2. 輝Together (Instrumental) DVD 1. 輝Together MUSIC VIDEO       |      | [ 29 ] |
| 2   | 2014年9月6日 | 輝女体操第一 | CD+DVD | SDMC-0166 | CD 1. 輝女体操第一 2. 輝女体操第一 (Instrumental) DVD 1. 輝女体操第一 MUSIC VIDEO |      | [ 30 ] |

### ときめき♡宣伝部
（ときめき♡宣伝部：辻野かなみ・坂井仁香・小泉遥香・吉川ひより・永坂真心）
（私立輝女学園卒業後のときめき♡宣伝部（現 超ときめき♡宣伝部）のディスコグラフィについては「超ときめき♡宣伝部」を参照。）

#### シングル
| #   | 発売日 （配信開始日）           | タイトル                  | 形態                                                                                    | 規格品番 | 収録曲 | 順位 | 備考   |
| SDR | SDR                             | SDR                       | SDR                                                                                     | SDR | SDR | SDR  | SDR    |
| --- | ------------------------------- | ------------------------- | --------------------------------------------------------------------------------------- | --- | --- | ---- | ------ |
| 1   | 2015年6月24日 （2016年11月9日） | 土っキュン♡!!少女         | - 期間限定生産ときめき盤(CD+DVD) - どきどき盤(CD) - わくわく盤(CD)                      | - 期間限定生産ときめき盤：ZXRC-1018 - どきどき盤：ZXRC-1019 - わくわく盤：ZXRC-1020                             | CD - 土っキュン♡!!少女（全形態1曲目） - 大事マン☆フレンズ（どきどき盤2曲目） - 僕らの未来（わくわく盤2曲目） DVD(期間限定生産ときめき盤) 1. 土っキュン♡!!少女 本人が踊ってみた 2. 土っキュン♡!!少女 MVメイキング                                                                 | 13位 | [ 31 ] |
| 2   | 2015年12月2日 （2016年11月9日） | 季節外れのときめき♡サマー | - 期間限定生産どきどき盤(CD+DVD) - ぴょんぴょん盤(CD) - どんどん盤(CD) - ときくり盤(CD) | - 期間限定生産どきどき盤：ZXRC-1046 - ぴょんぴょん盤：ZXRC-1047 - どんどん盤：ZXRC-1048 - ときくり盤：ZXRC-1049 | CD - 季節外れのときめき♡サマー（全形態1曲目） - ぴょんぴょん（ぴょんぴょん盤2曲目） - ドンウォーリー!（どんどん盤2曲目） - サンタさんが･････やってこない!（ときくり盤2曲目） DVD(期間限定生産どきどき盤) 1. 季節外れのときめき♡肝試し 2. 季節外れのときめき♡サマーを踊ってみた。 | 8位  | [ 32 ] |

### 私立輝女学園
（私立輝女学園：渡辺梨世・早川あひる・西田圭李・青木菜々香・神山凛・奥森皐月）

#### 未音源曲
- 「咲、桜」[注 11][注 10] - 『輝☆ご当地大使!』（J:COM）テーマソング[33]

### KAGAJO☆7
（KAGAJO☆7：青山愛依・渡辺梨世・早川あひる・星谷汐音・広井こころ・華野瑚子・菅田愛貴）

#### シングル
| #   | 発売日        | タイトル                                | 形態 | 規格品番  | 収録曲                                           | 順位 | 備考 |
| ANY | ANY           | ANY                                     | ANY  | ANY       | ANY                                              | ANY  | ANY  |
| --- | ------------- | --------------------------------------- | ---- | --------- | ------------------------------------------------ | ---- | ---- |
| 1   | 2018年4月28日 | Kick Off/キュンキュン〜恋のノーサイド〜 | CD   | JCCD-0001 | CD 1. Kick Off 2. キュンキュン〜恋のノーサイド〜 |      |      |

#### 未音源曲
- 「ラグビールール覚え歌」[34]
- 「No Side」[34]